# Svatopluk Míček
Svatopluk Míček (1929 – 24. června 2011) byl český fotbalový útočník.

## Hráčská kariéra
V československé lize hrál za Trojici/OKD/Baník Ostrava, vstřelil 24 prvoligové branky.

### Prvoligová bilance
| Ročník          | Zápasy | Góly | Minuty | Klub                |
| --------------- | ------ | ---- | ------ | ------------------- |
| I. liga 1951    | –      | 2    | –      | ZSJ Trojice Ostrava |
| I. liga 1952    | –      | 0    | –      | ZSJ OKD Ostrava     |
| I. liga 1954    | –      | 8    | –      | DSO Baník Ostrava   |
| I. liga 1955    | –      | 0    | –      | DSO Baník Ostrava   |
| I. liga 1956    | –      | 14   | –      | DSO Baník Ostrava   |
| I. liga 1957/58 | –      | 0    | –      | TJ Baník Ostrava    |
| CELKEM I. LIGA  | 61     | 24   | –      |                     |